# 5015-ös busz
Az 5015-ös jelzésű autóbusz Szeged, vasútállomás és Makó, Autóbusz állomás között közlekedik. A szegedi vasútállomástól és a vasútállomásig közlekedő járatoknak csatlakozásuk van a Budapest-Nyugati felé közlekedő InterCity-kre. De némelyik buszjárat csak a Mars téri autóbusz állomásig közlekedik, illetve indulnak. A vonalat a Volánbusz üzemelteti. A vonalon sok fajta busz fordul meg. MAN, Credo, Volvo, még néha az ikarus c-56 Classic is, illetve a Scania (ikarus) busz is szokott közlekedni.  A vonalon menetrend szerint 50 perc a menetidő. Az egyik legforgalmasabb járata ennek a vonalnak, nagyon sokan járnak Makóról (illetve a környékbeli falvakból) Szegedre. Mindennap reggeltől estig 30 percenként indulnak a járatok (vagy érkeznek más települések felöl, mert sok járat van ami egy másik járatcsoport vonalából jönnek és ezen a jelzésen haladnak át szintén). Régebben a gyors és expressz járatos buszok is erre közlekedtek. Amióta az M43-asre terelték őket, nagyon kevés gyorsjáratú busz vagy expressz busz közlekedik errefelé. A délutáni csúcsban Szeged felől van egy néhány gyors járat, délután munkanapokon 14:15-kor és 16:15-kor fordul elő.
Régebben volt egy megállóhely ezen a vonalon "Gázgyűjtő állomás" megálló néven, de itt már a buszok jó ideje nem állnak meg. Persze a helye megvan, azóta a buszok ott nem állnak meg.
Egy 1978/79-es menetrendben ezen járat előtti számát 8360-as számmal lehetett megtalálni és a Bertalan híd előtti időkben ezen buszjáratok Szegedre a Székelysor-Belvárosi híd-Múzeúm útvonalon jutottak el Szeged, Autóbusz állomáshoz. Illetve Autóbusz állomás-Múzeum-Székelysor  irányába jutottak el Makó irányába.
2024. December 15-től Szeged vasútállomás - Szeged Autóbusz állomás között kicsit megmódosul a menetrend, az eddigi óra 27-kor induló buszok helyett óra 50-kor indulók indulnak a vasútállomásról és az óra 05-kor Szeged, Autóbusz állomásról induló járatok veszik át ezt a szerepkört. Makóról Szegedre viszont változatlan marad, ott sok esetben az óra 35-kor induló járatoknak megmarad a szokásos indulási idejük.
Illetve 15:15-kor is lesz egy gyors járatú busz Szegedről Makóra. Valamint tervek szerint a nyári időszakban 0:35-kor is lesz majd buszjárat Makóról Szegedre, illetve 1:25-kor Szegedről Makóra. De ezek a járatok nyári szünetben hétvégén, meg Augusztus 31-én fognak közlekedni. Menetrend változás 2024. December 15-től (Volánbusz)

## Megállóhelyei
| 1  | Szeged, vasútállomás végállomás     | 2 20, 21, 77, 90 5000, 5001, 5004, 5005, 5012, 5019, 5020, 5022, 5023, 5034, 5160, 5189, 5190 S20, személyvonat, Napfény InterCity, tram-train |
| 2  | Szeged, Petőfi Sándor sugárút       | 21, 77 |
| 3  | Szeged, autóbusz-állomás végállomás | 5, 6, 9, 19 7F, 21, 60, 60Y, 64, 67, 67Y, 70, 71, 72, 72A, 73, 73Y, 74, 74Y, 75, 77, 77A, 77Y, 78, 78A, 79H 1374, 1375, 1441, 1486, 1503, 1504, 1506, 1507, 1510, 1513, 1515, 1516, 1517, 1518, 1652 4990, 5000, 5001, 5002, 5003, 5004, 5005, 5007, 5008, 5010, 5012, 5013, 5016, 5018, 5019, 5020, 5021, 5022, 5023, 5024, 5025, 5030, 5031, 5032, 5033, 5034, 5035, 5040, 5041, 5042, 5045, 5046, 5047, 5049, 5050, 5054, 5055, 5056, 5058, 5059, 5060, 5061, 5062, 5063, 5064, 5066, 5070, 5071, 5075, 5076, 5109, 5112, 5160, 5188, 5189, 5190, 5329, 5362, 5369 |
| 4  | Szeged, Berlini körút               | 10 21, 73, 73Y, 74, 74Y, 77, 77A, 77Y |
| 5  | Szeged, Szilléri sugárút            | 10 73, 73Y, 74, 74Y, 77, 77A, 84, 90 |
| 6  | Szeged, Szent-Györgyi Albert utca   | 84, 90 |
| 7  | Szeged, Sportcsarnok                | 84, 90 |
| 8  | Szeged, Aranyosi utca               | 60Y, 67Y |
| 9  | Szeged, Kamaratöltés                | 60, 60Y, 67, 67Y |
| 10 | Szeged (Szőreg), takarékszövetkezet | 5016, 5020, 5022, 5023, 5189, 5190 |
| 11 | Deszk, TAURUS gyáregység            | 5016, 5020, 5022, 5023, 5189, 5190 |
| 12 | Deszk, Szanatórium                  | 5016, 5020, 5022, 5023, 5189, 5190 |
| 13 | Deszk, községháza                   | 5016, 5020, 5022, 5023, 5189, 5190 |
| 14 | Deszk, Dózsa György utca            | 5016, 5020, 5022, 5023, 5189, 5190 |
| 15 | Deszki csatorna                     | 5020, 5022, 5023, 5189, 5190 |
| 16 | Klárafalva, autóbusz-váróterem      | 5020, 5022, 5023, 5189, 5190 |
| 17 | Ferencszállás, autóbusz-váróterem   | 5020, 5022, 5023, 5189, 5190 |
| 18 | Ferencszállás, alsó                 | 5020, 5022, 5023, 5189, 5190 |
| 19 | Kiszombor, vasútállomás bejárati út | személyvonat (Kiszombor) 5020, 5022, 5023, 5189, 5190 |
| 20 | Kiszombor, autóbusz-váróterem       | 5020, 5022, 5023, 5189, 5190 |
| 21 | Kiszombor, Halesz                   | 5020, 5022, 5023, 5189, 5190 |
| 22 | Makó, Autós csárda                  | 5020, 5022, 5023, 5189, 5190 |
| 23 | Makó, Kölcsey utca                  | 5013, 5017, 5018, 5019, 5020, 5021, 5022, 5023, 5187, 5188, 5189, 5190 |
| 24 | Makó, Szegedi utcai ABC             | 5013, 5017, 5018, 5019, 5020, 5021, 5022, 5023, 5187, 5188, 5189, 5190 |
| 25 | Makó, autóbusz-állomás végállomás   | 5 1094, 5013, 5017, 5018, 5019, 5020, 5021, 5022, 5023, 5105, 5167, 5169, 5183, 5184, 5187, 5188, 5189, 5190 |
| 26 | Makó, Református templom            | 5 5013, 5019, 5020, 5021, 5022, 5167, 5169, 5183, 5184 |
| 27 | Makó, MEDICOR                       | 5 5013, 5019, 5020, 5021, 5022, 5167, 5169, 5184 |
| 28 | Makó, Ipari Park végállomás         | 5 5013 |